# Miftengris
Miftengris Eskov, 1993 è un genere di ragni appartenente alla famiglia Linyphiidae.

## Distribuzione
L'unica specie oggi attribuita a questo genere è stata reperita in Russia: è un endemismo dell'isola di Sachalin.

## Tassonomia
A dicembre 2011, si compone di una specie:
- Miftengris scutumatus Eskov, 1993[3] — Russia